# Безбожник (газета)
«Безбо́жник» — центральная советская еженедельная газета атеистической направленности, издававшаяся с 21 декабря 1922 года по 20 июля 1941 года (с перерывом с января 1935 по март 1938). Газета являлась печатным органом Центрального Совета Союза воинствующих безбожников. В газете активно печатались Ярославский Е. М. (главный редактор), И. И. Скворцов-Степанов, Н. А. Семашко. Помимо собственно газеты «Безбожник» редакция также участвовала в выпуске атеистических журналов «Безбожный крокодил» (1924—1925) и «Безбожник» (1923—1941).

## История
В конце 1922 года в Советской России уже были периодические антирелигиозные издания, но Е. М. Ярославскому хотелось организовать подконтрольную лично ему газету. Встал вопрос о названии будущей антирелигиозной газеты. Значительная часть населения страны Советов не только не знала иностранных языков, но и вообще была неграмотной. Поэтому для подавляющего большинства советских граждан иностранные слова «атеизм» и «атеист» были непонятными. Один из соратников Е. М. Ярославского так описывал процесс выбора названия для нового издания:

Начать с того, что когда решался вопрос о названии этой газеты, то были среди нас такие, которые говорили, что надо как-нибудь сделать это заглавие помягче, что «безбожник» — это чуть ли не ругательное слово, стоит ли газете давать такое название. И по сию пору приходится слышать, что «он врёт безбожно» и т. д. Товарищ Ярославский, присутствовавший на совещании Московского комитета партии, где решался этот вопрос, напомнил нам: «Коммунисты никогда не скрывают своих убеждений. Зачем? Нужно, чтобы нас знали. Пусть будет название — „Безбожник“».

21 декабря 1922 года вышел первый номер воскресной иллюстрированной газеты «Безбожник». Одновременно прекратилось издание антирелигиозного журнала «Наука и религия». Редактор упразднённого издания М. В. Горев стал заместителем ответственного редактора газеты «Безбожник». Чуть позже он стал одним из руководителей СБ СССР. Газета «Безбожник» издавалась «… вначале нерегулярно, затем 3 раза в месяц, потом — еженедельно».
Первые два номера новой газеты вышли тиражом 15 тысяч экземпляров. Затем тираж постоянно увеличивался. 1 апреля 1924 года тираж составил уже 50 тысяч экземпляров, а 1 ноября — 210 тысяч. Позже (в 1931 году) тираж газеты достиг 500 тысяч экземпляров.

## Оценки издания
А. Э. Краснов-Левитин отмечал, что газета «всегда служила пристанищем расстриг и всяких литературных неудачников».